# 安溪寮 (新竹縣)
安溪寮，原寫為安溪藔，是台灣新竹縣竹北市的一個傳統地域名稱，位於該市中部偏東南。相較於今日行政區，其範圍大致包括文化里、北崙里東北端、興安里、北興里不含東北端、十興里不含東南端，以及鹿場里北部中段、中興里西部中段。

## 歷史
台灣清治末期至日治前期，安溪寮地區為一街庄，稱為「安溪藔庄」，隸屬於竹北一堡。該庄北與豆仔埔庄為鄰，東與犁頭山下庄為鄰，東南與東海窟庄、十興庄為鄰，南邊為鹿場庄，西南邊及西邊為斗崙庄。
1901年（日治明治三十四年）11月，全台廢縣廳改設二十廳，該庄隸屬於新竹廳。1909年（明治四十二年）10月，合併二十廳為十二廳，該庄隸屬不變。1920年（大正九年），廢十二廳改設五州二廳，該庄改制並雅化為「安溪寮」大字，隸屬於新竹州新竹郡六家庄。1941年（昭和十六年），六家庄與舊港庄合併成立竹北庄，本地區改隸之。
戰後竹北庄改制為竹北鄉，隸屬於新竹縣，大字亦改制為村。1950年桃、竹、苗分治，本地區隸屬不變。1988年，竹北鄉升格為竹北市，村亦改制為里。

## 聚落
本地區發展較早的聚落有安溪寮、石頭厝等。近年來本地區經過重劃後，已逐漸發展成為竹北市區的一部分。

## 交通
台鐵縱貫線是台灣西部縱向鐵路幹線，大致以東北—西南走向經過安溪寮地區西部邊界外不遠處，在西北鄰豆子埔地區設有竹北車站，屬三等站，停靠部分自強號、莒光號列車及全部區間車，乘客藉此可前往台鐵沿線各地。
中山高速公路（國道1號）又稱「中山高速公路」，是台灣西部最早興建的縱向高速公路，大致以北北東—南南西走向經過本地區中部偏西地帶，於南部邊界處光明六路交會口設有竹北交流道，由此進入可快速前往南北各地。
縣道117號是新豐埔和至香山內湖的道路，大致以東北－西南走向經過本地區東部凸出部分，向東北轉北再轉西北經枋寮後轉東北可前往湖口、新豐後湖並止於省道台15線路口，向西南可前往六家、埔頂、新竹市區、香山等地。

## 學校
- 國立臺灣大學竹北校區
- 十興國小

## 廟宇
- 文化福德宮（土地祠）

## 運動休閒
- 新竹縣立體育場（東北端外圍綠地部分）